# Just Be
Just Be là album phòng thu thứ hai của Tiësto, phát hành vào ngày 6 tháng 4 năm 2004 tại Hà Lan và 15 tháng 5 năm 2004 tại Hoa Kỳ (xem 2004 trong âm nhạc). Album có BT, Kirsty Hawkshaw, và Aqualung về giọng hát. Ngoài ra còn có một phiên bản làm lại của Samuel Barber "Adagio for Strings". Bài hát của album là "Love Comes Again", "Traffic", "Just Be" (ca khúc chủ đề), và "Adagio for Strings". Ca khúc "Sweet Misery" ban đầu được viết cho Evanescence nhưng nó đã không đáp ứng thời hạn cho việc phát hành album của họ.

## Phong cách
Album bắt đầu bằng "Forever Today" 
trong đó gồm có âm thanh mềm mại của chuỗi bao gồm một Bassline mạnh sau này trong bài hát. Ca khúc thứ hai của nó, tính năng BT, là bài hát thứ hai từ album "Love Comes Again". Bài hát sử dụng âm thanh bộ gõ Latin được theo sau bởi giọng hát của BT. Các ca khúc thứ ba là nâng cao tinh thần "Traffic". Sau đó ông giới thiệu tác phẩm đầu tiên của mình với Joanne Lloyd, có tiêu đề "Sweet Misery", nó là một cơn ớn lạnh ra ca khúc với giọng hát đậm và chảy dòng synth, nó là một kì nghỉ bất ngờ từ những âm thanh thường mong đợi của Tiësto. Ông tiếp tục bằng cách thực hiện các bài hát chủ đề của album biên soạn trước đây của mình Nyana.
Đầu tiên theo dõi tiến độ xuống Tiësto trong album, "UR" tính năng giọng hát của Matt Hales từ Aqualung và được phối lại bởi Junkie XL và phát hành như một bài hát với "A Tear In The Open" như B-side của nó. Một đường ray giảm nhịp trong đó Tiësto hợp tác cùng một nửa Gabriel & Dresden, Josh Gabriel trong "Walking on Clouds"  và Kirsty Hawkshaw's giọng hát, bài hát cũng được phát hành như một phiên bản cụ. "A Tear In The Open" được chơi trong track tám và được sáng tác bởi Tiësto, Geert Huinink và Daniel Stewart. Ca khúc chủ đề "Just Be" tính năng Hawkshaw một lần nữa và đã trở thành một bài hát thành công vì nó đã được đưa vào Gabriel & Dresden Nip / Tuck: Original TV Soundtrack. Sau đó, các ca khúc cuối cùng của album, "Adagio for Strings" bắt đầu với một Bassline đập cứng trong đó xây dựng lên cho đến khi sự cố melodic trời mọc. Những âm thanh mềm mại và quyến rũ của Samuel Barber "Adagio for Strings" đã được đặc trưng trong các phim như Platoon và William Orbit Miếng trong một Phong cách hiện đại album một vài năm trở lại và là ca khúc hoàn hảo để được bao phủ bởi Tiësto.

## Danh sách bài hát
Tất cả các bài hát được sản xuất bởi Tiësto, với thêm sản xuất bởi DJ Waakop Reijers.
| phiên bản tiêu chuẩn | phiên bản tiêu chuẩn                            | phiên bản tiêu chuẩn                               | phiên bản tiêu chuẩn |
| STT                  | Nhan đề                                         | Sáng tác                                           | Thời lượng           |
| -------------------- | ----------------------------------------------- | -------------------------------------------------- | -------------------- |
| 1.                   | "Forever Today"                                 | Tiësto Geert Huinink Daniël Stewart                | 11:59                |
| 2.                   | "Love Comes Again" (featuring BT)               | Tiësto BT                                          | 8:15                 |
| 3.                   | "Traffic"                                       | Tiësto                                             | 5:30                 |
| 4.                   | "Sweet Misery"                                  | Tiësto Dan Muckala Jo Lloyd Jon Ingoldsby          | 7:29                 |
| 5.                   | "Nyana"                                         | Tiësto                                             | 6:44                 |
| 6.                   | "UR" (featuring Aqualung)                       | Matt Hales Tiësto Naomi Striemer Michael Scherchen | 6:00                 |
| 7.                   | "Walking on Clouds" (featuring Kirsty Hawkshaw) | Tiësto Josh Gabriel Kirsty Hawkshaw                | 7:27                 |
| 8.                   | "A Tear in the Open"                            | Tiësto Huinink Stewart                             | 9:23                 |
| 9.                   | "Just Be" (featuring Kirsty Hawkshaw)           | Tiësto Judie Tzuke James Wiltshire Hawkshaw        | 8:45                 |
| 10.                  | "Adagio for Strings"                            | Samuel Barber                                      | 7:23                 |

| Just Be - Press Kit | Just Be - Press Kit        | Just Be - Press Kit |
| STT                 | Nhan đề                    | Thời lượng          |
| ------------------- | -------------------------- | ------------------- |
| 1.                  | "Just Be (album)"          | 78:47               |
| 2.                  | "Press Photos"             | ?                   |
| 3.                  | "Love Comes Again (video)" | 3:23                |
| 4.                  | "Tiësto In Concert (DVD)"  | 3:20:00             |

| Bonus Disc Avex Asia Inc. | Bonus Disc Avex Asia Inc.                          | Bonus Disc Avex Asia Inc. |
| STT                       | Nhan đề                                            | Thời lượng                |
| ------------------------- | -------------------------------------------------- | ------------------------- |
| 1.                        | "Traffic (Radio Edit)"                             | 2:55                      |
| 2.                        | "Traffic (Original Mix)"                           | 6:59                      |
| 3.                        | "Traffic (Max Walder Remix)"                       | 7:35                      |
| 4.                        | "Traffic (DJ Montana 12" Edit)"                    | 7:41                      |
| 5.                        | "Love Comes Again (Radio Edit)"                    | 3:16                      |
| 6.                        | "Love Comes Again (Mark Norman Remix)"             | 7:23                      |
| 7.                        | "Lethal Industry (DJ Richard & Johnny Bass Remix)" | 6:39                      |

| Limited Edition DVD Kontor Records | Limited Edition DVD Kontor Records      | Limited Edition DVD Kontor Records |
| STT                                | Nhan đề                                 | Thời lượng                         |
| ---------------------------------- | --------------------------------------- | ---------------------------------- |
| 1.                                 | "Nyana (video)"                         | ?                                  |
| 2.                                 | "Traffic"                               | ?                                  |
| 3.                                 | "Love Comes Again (video)"              | ?                                  |
| 4.                                 | "Interview & Photos"                    | ?                                  |
| 5.                                 | "Traffic (DJ Montana Full Length Edit)" | 7:47                               |

| Limited Edition Dance Planet | Limited Edition Dance Planet | Limited Edition Dance Planet |
| STT                          | Nhan đề                      | Thời lượng                   |
| ---------------------------- | ---------------------------- | ---------------------------- |
| 1.                           | "Love Comes Again (video)"   | 3:23                         |
| 2.                           | "Traffic (video)"            | 2:58                         |

Tín mẫu
- "Traffic" chứa một mẫu từ các ca khúc "Psykofuk" qua Sean Deason.
- "A Tear in the Open" chứa một mẫu thanh nhạc từ ca khúc "Vocal Planet" qua Spectrasonics.

## Ghi công
- "A Tear in the Open" người soạn nhạc: Geert Huinink & Daniël Stewart. Mẫu Vocal từ "Vocal Planet" qua Spectrasonics,[4] ban đầu là một bài hát dân gian gọi là Ailein duinn rằng lần đầu tiên được đặc trưng trong các phim Rob Roy.
- "Forever Today" người soạn nhạc: Geert Huinink & Daniël Stewart
- "Love Comes Again" người sản xuất: BT
  - BT xuất hiện lịch sự của Binary Acoustics.
- "Traffic" mẫu từ "Psykofuk" qua Sean Deason.
- "Sweet Misery" người soạn nhạc: Dan Muckala, Joanne Lloyd & Jon Ingoldby
- "UR" người soạn nhạc: Matt Hales, Michael Scherchen & Naomi Striemer
  - Aqualung xuất hiện lịch sự của Quản lý cột đầu tiên.
- "Walking on Clouds" người sản xuất: Josh Gabriel & Kirsty Hawkshaw
  - Josh Gabriel xuất hiện lịch sự của Quản lý Nettwerk và Kirsty Hawkshaw xuất hiện lịch sự của Quản lý Impro.
- "Just Be" người soạn nhạc: Judie Tzuke, James Wiltshire & Kirsty Hawkshaw
- "Adagio for Strings" người soạn nhạc: Samuel Barber

## Bảng xếp hạng
| BXH (2004)                                      | Ví Trị |
| ----------------------------------------------- | ------ |
| Hà Lan                                          | 1      |
| Bỉ                                              | 2      |
| Đức                                             | 51     |
| Hung gia lợi                                    | 21     |
| Anh Quốc                                        | 54     |
| Billboard Top Heatseekers                       | 11     |
| Billboard Top Heatseekers (Trung Đại Tây Dương) | 4      |
| Billboard Top Heatseekers (hòa bình)            | 7      |
| Billboard Top Heatseekers (núi)                 | 10     |
| Billboard Top Heatseekers (Nam Đại Tây Dương)   | 9      |
| Billboard Top Heatseekers (đông bắc)            | 9      |
| Billboard Top Electronic Albums                 | 3      |

## Lịch sử phát hành
| Khu            | Ngày                | Nhãn                                 | Định Dạng                                           | Mục Lục                  |
| -------------- | ------------------- | ------------------------------------ | --------------------------------------------------- | ------------------------ |
| Hà Lan         | 14 tháng 5 năm 2004 | Magik Muzik                          | CD album                                            | Magik Muzik CD 03        |
| Hà Lan         | 19 tháng 6 năm 2007 | Magik Muzik                          | 4 x vinyl LP phiên bản giới hạn album               | Magik Muzik LP 07        |
| Hà Lan         | tháng 6 năm 2004    | Magik Muzik                          | 4 x vinyl LP phiên bản giới hạn album Màu minh bạch | Magik Muzik LP 03        |
| Anh Quốc       | 17 tháng 5 năm 2004 | Nebula                               | CD album                                            | NEBCD9010                |
| Anh Quốc       | 14 tháng 5 năm 2004 | Nebula                               | 2 x vinyl 12"                                       | NEBT 9010                |
| Anh Quốc       | 14 tháng 5 năm 2004 | Nebula                               | 2 x vinyl 12"                                       | NEBTX 9010               |
| Hoa Kỳ         | 1 tháng 6 năm 2004  | Nettwerk America                     | CD album                                            | 0 6700 30364 2 9         |
| Hoa Kỳ         | 1 tháng 6 năm 2004  | Nettwerk America                     | 4 x vinyl LP phiên bản giới hạn                     | 0 6700 30378 1 5         |
| Đài Loan       | 20 tháng 4 năm 2004 | Avex Asia Ltd.                       | 2 x CD album                                        | AVTCD-95757              |
| Đài Loan       | 20 tháng 4 năm 2004 | Avex Asia Ltd.                       | 2 x CD album                                        | AVICD60322/3             |
| Tây Ban Nha    | 20 tháng 5 năm 2004 | Vale Music                           | CD album                                            | VLCD 297-1               |
| Nhật Bản       | 16 tháng 4 năm 2004 | Superb Tracks                        | 2 x CD album Bản sao bảo vệ                         | AVCD-17457/B             |
| Thụy Sĩ        | tháng 6 năm 2004    | Sirup                                | CD album                                            | MV-SIR903562             |
| Romania        | 14 tháng 5 năm 2004 | NRG!A                                | CD album                                            | 3570-2                   |
| Úc             | 7 tháng 6 năm 2004  | Bang On!                             | CD album                                            | BANGCD034                |
| Đức và Châu Âu | 2004                | Kontor Records                       | CD album                                            | Kontor379                |
| Đức và Châu Âu | 2004                | Kontor Records                       | CD phiên bản giới hạn DVD                           | Kontor379                |
| Đức và Châu Âu | 2004                | Edel Records (Đức)                   | CD album                                            | 0154992 KON              |
| Ba Lan         | 2004                | Magic Records                        | CD album                                            | 982013-2                 |
| Nga            | 2004                | Dance Planet Ltd.                    | CD album nâng cao phiên bản hành tinh nhảy          | DPCD025-04               |
| Đức (chỉ)      | 2004                | Kontor Records Black Hole Recordings | CD nâng cao DVD DVD-Video PAL                       | none Black Hole DVD 02/1 |

## Just Be: Train Tour
The Just Be: Train Tour là một chuyến du lịch Tiësto hỗ trợ cho album của mình Just Be. Sự kiện này bắt đầu vào Breda, hôm thứ Năm, ngày 20 tháng Ascension Day; Tiësto được vinh dự của thị trưởng thành phố The Hague là một sĩ quan của Royal-Nassau. Tại 11:00, tất cả mọi người trên tàu và đặc biệt tàu Tiësto của lá từ nền tảng 1 đến điểm dừng đầu tiên, Eindhoven. Ông là lái xe của một chiếc xe với bôi đen ra cửa sổ và được hộ tống bởi hai cảnh sát trên xe máy, sau đó ông đến ở một giai đoạn xây dựng trên một trailer rất lớn của một nhà xe tải với một hệ thống âm thanh rất lớn. Disc jockey Barry Paff từ Radio 538 là nói Tiësto sẽ ở đó trong năm phút. Ông cuối cùng xuất hiện trên sân khấu và bắt đầu quay Traffic, tiếp theo là bài hát đầu tiên của mình từ Just Be, Love Comes Again. Ông kết thúc bài thuyết trình của mình và đi lại cho các nhà ga xe lửa về phía dừng chân tiếp theo của mình trong Utrecht. Utrecht là một thị trấn nhỏ cho mục đích báo chí chỉ, không ai nghĩ rằng anh sẽ chơi ở đó, nhưng một số người bắt đầu tụ tập, nếu như các tin đồn đã được lan truyền, mặc dù mọi người bắt đầu nhận thức về những gì đang xảy ra, Tiësto vẫn chơi. Sau đó, ông trở lại nhà ga để đến đích cuối cùng, Amsterdam. Một số bộ phận của tàu là mini-vũ trường hoàn chỉnh với một quầy bar và một hệ thống âm thanh trong khi những người khác đã được thư giãn khu ngồi xuống và trò chuyện với người hâm mộ khác. Nó cũng làm cho bơm lên âm nhạc tuyệt vời. Amsterdam cũng là vị trí cho quảng dừng chân cuối cùng và phát hành bên chính thức sẽ diễn ra sau đó cùng một đêm tại Heineken Music Hall. Đó là một địa điểm đã được đề cử cho giải thưởng cao nhất trong ngành công nghiệp buổi hòa nhạc lần thứ ba liên tiếp trong năm đó. Tiësto tổ chức đảng của ông chính thức phát hành trong đó đặc trưng một bộ cùng với một PA sống đặc biệt của Kirsty Hawkshaw, và hỗ trợ từ Black Hole Recordings' Cor Fijneman deejay của Tôn TB, Mark Norman, Montana và Le Blanc.